# Jamie Bell
Andrew James Matfin Bell (Billingham, 14 de março de 1986) é um ator britânico. É mais conhecido pelo seu desempenho como Billy Elliot no filme homônimo de 2000, pelo qual venceu os prêmios Young Artist e BAFTA de Melhor Ator e foi indicado aos Prêmios Screen Actors Guild na mesma categoria e na de melhor elenco em cinema.

## Biografia
Sua mãe se chama Eileen, e sua irmã Cathryn, e seu pai John, mas ele nunca o conheceu, pois John abandonou a família antes de Jamie nascer, após se divorciar de Eileen.
Dois anos depois de Billy Elliot, Jamie Bell apareceu em outros filmes como Guerreiros do Inferno, O Herói da Família, Contra Corrente e Querida Wendy. Em seguida, atuou ao lado de grandes nomes do cinema como Ralph Fiennes e Glenn Close em Más Companhias, filmado em 2005. Acabou indo parar nas filmagens com Peter Jackson em King Kong, ao lado de Naomi Watts, Jack Black e Adrien Brody; fazendo um papel secundário. Também participou do clipe "Wake Me Up When Septembers Ends", da banda Green Day atuando com a atriz e na época sua namorada, Evan Rachel Wood. Sem contar a sua pequena participação no filme A Conquista da Honra, indicado ao Oscar. Teve uma excelente participação no polêmico longa sexual Ninfomaníaca, de Lars von Trier, onde contracena cenas violentas com a atriz francesa Charlotte Gainsbourg.
Outros trabalhos são os filmes Jumper, onde atua com Samuel L. Jackson e Hayden Christensen e Um Ato de Liberdade com Daniel Craig, ambos de 2008. Jamie também participou do filme As Aventuras de Tintim que estreou em 2011 nos Estados Unidos, onde ele da voz ao personagem principal da adaptação.

## Vida pessoal
Em 2004 Jamie Bell e Evan Rachel Wood conheceram-se, apesar de no ano seguinte terem sido protagonistas no videoclipe do grupo Green Day, em " Wake Me Up When September Ends" e namoraram até 2006. Após quase cinco anos de separação, o casal reatou em abril de 2011. 
Os rumores de que Jamie estaria noivo de sua namorada Evan Rachel Wood começaram em janeiro de 2012, depois que ela foi fotografada usando um anel na mão esquerda. Em março de 2012, Evan Rachel negou dizendo que o anel era de sua tia e que ela o usa desde que tinha 14 anos.
No entanto, no dia 16 de outubro de 2012, Jamie Bell e Evan Rachel Wood ficaram noivos oficialmente, ao serem vistos numa fila de um cartório em Beverly Hills, para pedir uma licença de casamento.
No dia 30 de outubro de 2012, casaram-se numa cerimônia íntima na Califórnia, com apenas familiares e alguns amigos.
Eles tiveram um filho em julho de 2013, mas em maio de 2014, o casal anunciou a separação. 
Em 2015, Jamie começou um namoro com a atriz Kate Mara, com quem contracenou no remake de Quarteto Fantástico. Eles noivaram em janeiro de 2017, casaram-se no mesmo ano e tiveram 2 filhos. Uma menina nascida em 2019 e um menino nascido em 2022.

## Filmografia
| Cinema    | Cinema                                       | Cinema                   | Cinema                                                                                          |
| Ano       | Título                                       | Papel                    | Notas                                                                                           |
| --------- | -------------------------------------------- | ------------------------ | ----------------------------------------------------------------------------------------------- |
| 2000      | Billy Elliot                                 | Billy Elliot             | BAFTA de melhor ator em cinema. Indicado - Screen Actors Guild de melhor performance masculina. |
| 2002      | Guerreiros do Inferno                        | Pfc. Charlie Shakespeare |                                                                                                 |
| 2002      | O Herói da Família                           | Smike                    |                                                                                                 |
| 2004      | Contra Corrente                              | Chris Munn               |                                                                                                 |
| 2005      | Querida Wendy                                | Dick Dandelion           |                                                                                                 |
| 2005      | Más Companhias                               | Dean                     |                                                                                                 |
| 2005      | King Kong: The Official Game of the Movie    | Jimmy (voz)              | Video game                                                                                      |
| 2005      | King Kong                                    | Jimmy                    |                                                                                                 |
| 2006      | A Conquista da Honra                         | Ralph "Iggy" Ignatowski  |                                                                                                 |
| 2007      | Olhar do Desejo                              | Hallam Foe               |                                                                                                 |
| 2008      | Jumper                                       | Griffin                  |                                                                                                 |
| 2008      | Jumper                                       | Griffin (voz)            | Video game                                                                                      |
| 2008      | Um Ato de Liberdade                          | Asael Bielski            |                                                                                                 |
| 2011      | As Aventuras de Tintim: O Segredo do Licorne | Tintin                   |                                                                                                 |
| 2011      | Jane Eyre                                    | St. John Rivers          |                                                                                                 |
| 2011      | The Eagle                                    | Esca                     |                                                                                                 |
| 2012      | Man on a Ledge                               | Joey Cassidy             |                                                                                                 |
| 2013      | O Expresso do Amanhã                         | Edgar                    |                                                                                                 |
| 2013      | Ninfomaníaca - Volume I                      | K                        |                                                                                                 |
| 2014      | Ninfomaníaca - Volume II                     | K                        |                                                                                                 |
| 2015      | Quarteto Fantástico (2015)                   | Ben Grimm/Coisa          | Pós-Produção                                                                                    |
| 2017      | 6 Days (Netflix)                             | Rusty Firmin             |                                                                                                 |
| 2019      | Rocketman (filme)                            | Bernie Taupin            |                                                                                                 |
| Televisão |                                              |                          |                                                                                                 |
| Ano       | Título                                       | Papel                    | Notas                                                                                           |
| 2000      | Close & True                                 | Mark Sheedy              | Episódio desconhecido                                                                           |

## Prêmios
Organizados conforme ano:
- 2000—Prêmio BFCA – Escolha dos Críticos como Melhor Intérprete Jovem
- 2000—National Board of Review of Motion Pictures, Melhor Jovem Ator (segundo ator com o prêmio em toda história. O primeiro foi Christian Bale, em 1987)
- 2000—Prêmio do Cinema Britânico Independente, Melhor Estreante (na tela)
- 2000—Sociedade dos Críticos de Las Vegas, o Prêmio da Juventude no Serra Film
- 2000—Indicação ao prêmio SAG de Melhor Ator por "Billy Elliot
- 2001—Prêmio BAFTA de Melhor Ator em um papel principal (ganhou de 4 atores premiados com o Oscar)
- 2001—Prêmio Evening Standard, Filme Britânico, Estreante Mais Promissor
- 2001—Prêmio do Artista Jovem, Melhor Jovem Ator num filme internacional
- 2001—Empire Award da Sony Ericsson, Melhor Revelação
- 2001—Círculo dos Crítico de Cinema de Londres, ALFS Prêmio Revelação Britânica do Ano
- 2001—Sociedade dos Críticos de Phoenix, Prêmio PFC de Melhor Performance Jovem
- 2005—Prêmio do Artista Jovem, Melhor Performance de um Ator Jovem